# سفيان (صعدة)
سفيان هي إحدى قرى الجمهورية اليمنية. تتبع جغرافيا لمحافظة صعدة و إداريًا لمديرية سحار. يبلغ تعداد سكانها 1480 نسمة حسب الإحصاء الذي أجري عام 2004.